# Е, и?
„Е, и?“ е български документален филм от 1991 година, по сценарий и режисура на Никола Ковачев.